# March On, Bahamaland
March On, Bahamaland este imnul național din Bahamas. A fost compus de Timothy Gibson și adoptat în 1973.